# Gretchen am Spinnrade

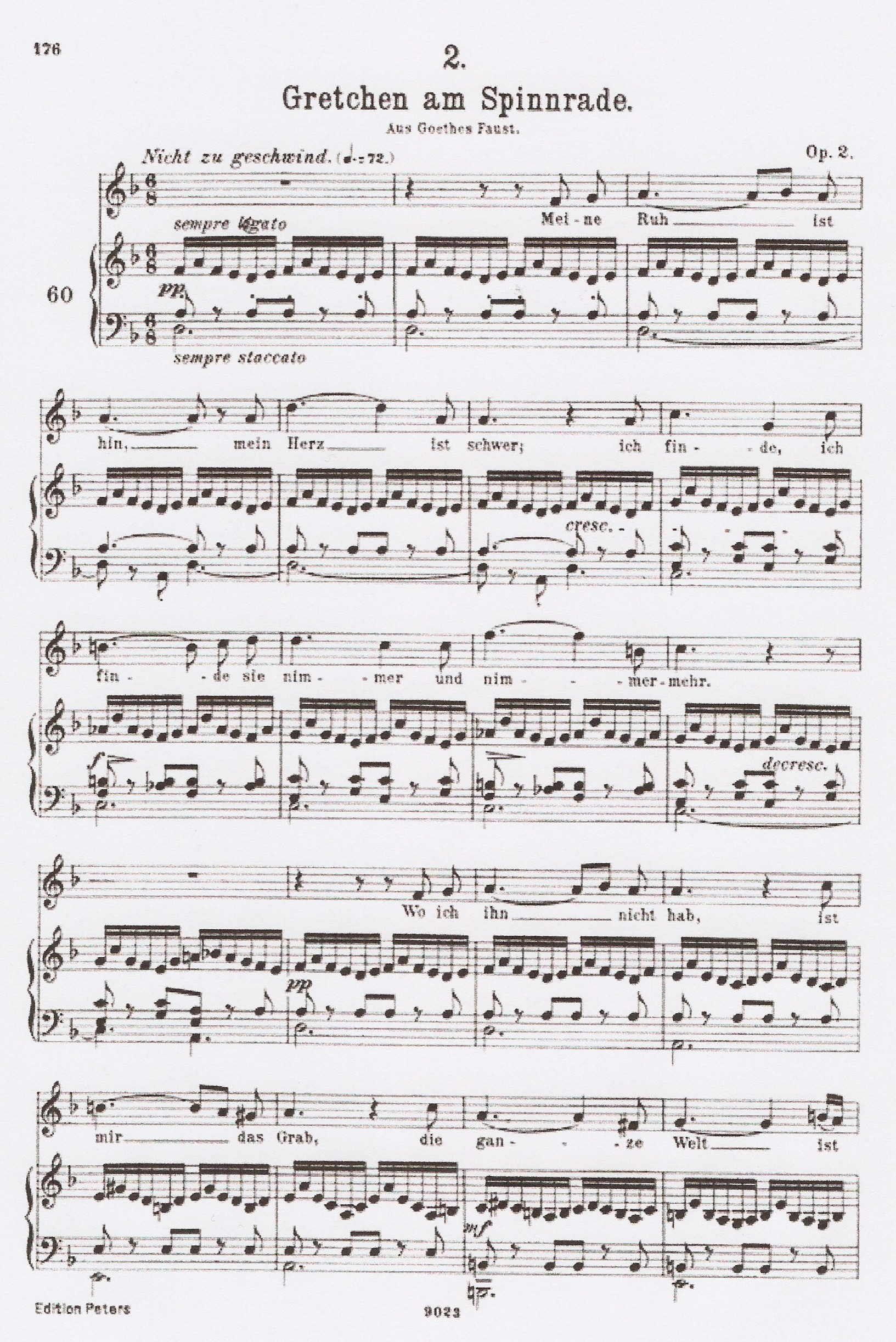
Notenbild

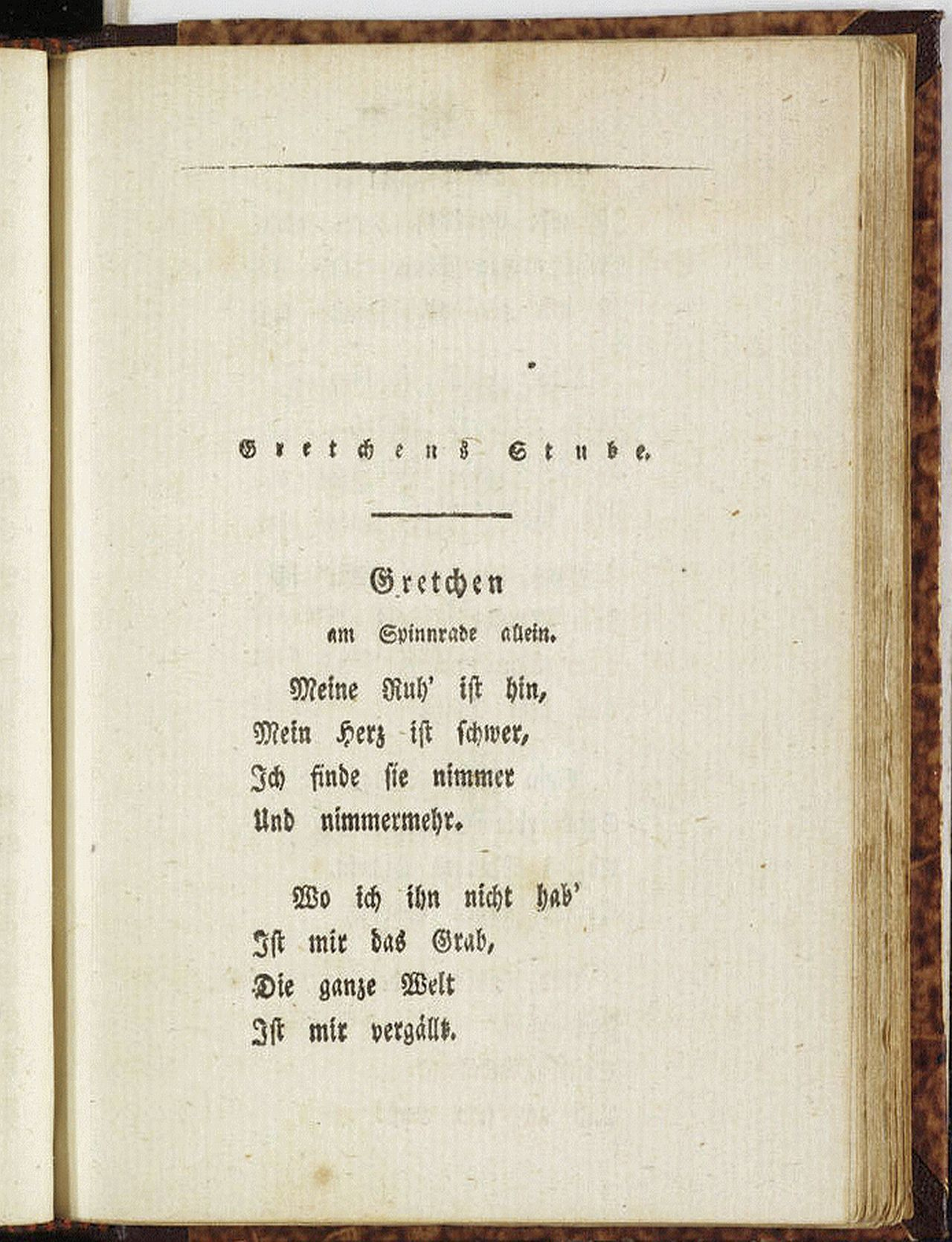
Druck der Szene von Goethe

Gretchen am Spinnrade ist ein Kunstlied von Franz Schubert von 1814. Es basiert auf einer Szene aus der Tragödie Faust I von Johann Wolfgang von Goethe. Schubert veröffentlichte es 1821 als Op. 2 (D 118). Gretchen am Spinnrade ist neben der Vertonung der Ballade vom Erlkönig eines seiner ersten erfolgreichen Lieder.

## Beschreibung
Dieses Lied ist in Rondoform (ABACADA’) geschrieben.
Gretchen singt während des Spinnens und denkt dabei an Faust, den sie zuvor flüchtig auf der Straße getroffen hat (was als erste Reaktion darauf bereits ihren Monolog mit dem Lied Es war ein König in Thule hervorgerufen hat). Nach einem längeren Gespräch im Garten mit Faust und später einem Kuss im Gartenhäuschen ist sie von dem Ansturm der Gefühle ganz aus der Bahn geworfen. In dieser Situation singt sie das Lied, das allein ihren Monolog in ihrer Stube während des Spinnens bildet. In der darauffolgenden Szene trifft sie Faust erneut und stellt die berühmte Gretchenfrage („Nun sag, wie hast du’s mit der Religion?“), um Ordnung in ihr Leben zu bringen. Das Lied ist also der Gipfel der Krise.
Goethes Gedicht ist die 15. Szene aus dem Faust (1808), es findet sich bereits im Urfaust (1775) in leicht veränderter Form und besteht aus zehn Strophen, wobei die vierte und achte Strophe als Wiederholung der ersten einen Refrain bilden. Nur zwei Hebungen und freie Senkungsfüllungen als Metrum geben in ihrer Kurzatmigkeit die Brisanz der Situation wieder. Es handelt sich eher um Gedankensplitter als um einen üblichen Liedtext. Dazu passt, dass sich nur der zweite und vierte Vers reimen. Die Strophen zwischen den Refrains bilden jeweils und zusammen eine Steigerung, vor deren Folie der Refrain dann immer desillusionierender wirkt.
Franz Schubert findet die Form des Reihenrondos also schon vorgeprägt, setzt aber am Schluss noch mal die erste Hälfte des Refrains dazu, sodass eine Spannung zwischen gerundetem und offenem Schluss entsteht, die die Ausweglosigkeit von Gretchens Gefühlswelt besonders hervorhebt. Außerdem gibt es eine Spannung zwischen der finalen Struktur (dynamische Steigerung auf das Ende hin) und der Rondostruktur (Rundgesang mit Wiederkehr zum Gleichen). Um die Intensität ihrer Verwirrung zu steigern, wiederholt Schubert im Refrain die Worte „ich finde“ (Goethe schätzte solche Eingriffe in sein Werk nicht und hielt sich lieber an die wortgetreue Vertonung Friedrich Zelters).
Meine Ruh ist hin

mein Herz ist schwer

ich finde, ich finde sie nimmer

und nimmermehr.
Die ersten beiden Verse sind in d-Moll mit Orgelpunkt d gehalten, die letzten beiden Verse in C-Dur mit Orgelpunkt c, dem Tonus peregrinus. Der Refrain schließt also nicht wieder in der Ausgangstonart d-Moll, die erst wieder durch das Zwischenspiel erreicht wird. Damit spiegelt sich das Gefühl des Aus-der-Bahn-geworfen-Seins auch in der harmonischen Anlage. Es wird zudem unterstützt und gesteigert durch den Tritonus am Schluss der Melodie und die irreguläre Fünftaktigkeit der letzten beiden Verse (aufgrund der Wiederholung von „ich finde“) gegenüber der normalen Viertaktigkeit der ersten beiden Verse. Im Übrigens entspricht die Kurzatmigkeit der Verse mit den zwei Hebungen Schuberts Gliederung der Melodie in Phrasen (Zweitakteinheiten), die bedeutsamerweise nur in der zweiten Hälfte des Refrains außer Kraft gesetzt wird. Die Begleitung ahmt mit dem ständigen Auf und Ab der Sechzehntel-Figurationen der rechten Hand das Drehen des Spinnrades nach, in der linken Hand hört man gleichsam den Fuß das Pedal für das Schwungrad treten. Zugleich spiegelt die Begleitung in der rechten Hand auch tonmalerisch Gretchens Unruhe wider („Meine Ruh ist hin“) und in der linken Hand ihr pochendes Herz. Weil sich hier zwei Bedeutungsebenen überlagern (die Tonmalerei des Spinnrads und Gretchens Gemütszustand), handelt es sich um eine semantische Verdichtung, die Schubert in seinem Lied – im Gegensatz zum Gedicht – schafft und die von großer Eindringlichkeit ist.
Die Couplets zwischen den Refrains sind doppelt gesteigert: erstmal in sich und dann in der Beziehung zueinander. Das erste Couplet (2. und 3. Strophe) beginnt mit derselben Phrase wie der Refrain, steigert sich gegen Ende hin durch das lange Verweilen auf e″ und schließlich f″ sowie die zunehmende Lautstärke, bis schließlich bei den Worten „mein armer Sinn ist mir zerstückt“ auf der Kadenz F-Dur auf dem Orgelpunkt F mit „falscher“ Dominante (g vermindert statt C7) auf „zerstückt“ der Zusammenbruch erfolgt. Im zweiten Couplet (5.–7. Strophe) ist die Steigerung wieder durch ein Crescendo, vor allem aber durch eine aufsteigende Modulation über F g As B mit jeweils hinführender Wechseldominante angelegt. Diese steht zum vorangegangenen Akkord im Verhältnis einer Mediante, die einen davondriftenden, entgrenzenden Eindruck schafft: Gretchen verliert sich in ihren Gedanken, ihr Enthusiasmus reißt sie mit sich fort. Alles zielt auf den letzten Vers „und ach, sein Kuss“, bei dem die Begleitung, das Spinnrad, stillsteht, um den tiefen Eindruck des ersten Kusses auf dem Hochton g″ und spannungsreicher Akkordgrundlage (verminderter Septakkord auf gis, A7) ganz dem Liedduktus enthoben wirken zu lassen. Nur langsam und gebrochen setzt die Klavierbegleitung wieder ein, und Gretchen versucht im Refrain neuen Halt zu suchen. Das dritte Couplet (9. und 10. Strophe) ist auch wieder harmonisch und melodisch steigernd angelegt, dazu kommt noch eine Ausweitung aufgrund der Wiederholung der zehnten Strophe und dann nochmals der Wiederholung von deren zweitem Teil („an seinen Küssen vergehen sollt“) mit dem absoluten Hochton a″ auf „vergehen“, das alles mit Beschleunigung, im forte und mit durchweg harten sforzati (starken Betonungen) auf jeder Eins des Taktes. So entsteht der Eindruck des Völlig-außer-sich-Seins. Wenn dann nach einem Decrescendo und Ritardando wieder der Refrain einsetzt, teilt sich dem Hörer die außergewöhnliche Krisensituation Gretchens eindringlich mit. Da die zweite Hälfte fehlt, die durch den Tonus peregrinus das Lied auf der falschen Tonart C-Dur enden lassen würde, schließt das Lied – so wie es anfing – in d-Moll. Der gesamte Schluss – neun Takte Überleitung, erste Refrainhälfte, Nachspiel – wird nur noch durch d-Moll begleitet, was nach dem Verständnis der Zeit Ausdruck von Melancholie ist.

## Einspielungen
Bemerkenswerte Aufnahmen gibt es von
- Elly Ameling und Jörg Demus
- Elly Ameling und Dalton Baldwin
- Barbara Bonney und Geoffrey Parsons
- Janet Baker und Gerald Moore.
- Nina Hagen, Street CD, 1991, unter dem Titel Gretchen
- Anne Sofie von Otter, Schubert Lieder mit Orchester (CD), begleitet vom Chamber Orchestra of Europe unter Claudio Abbado.

Weitere bemerkenswerte Aufnahmen stammen u. a. von Kathleen Ferrier, Renée Fleming, Christa Ludwig, Gundula Janowitz, Jessye Norman, Irmgard Seefried, Elisabeth Schumann, Lotte Lehmann, Rosette Anday, und Elisabeth Schwarzkopf.